# Acronicta othello
Acronicta othello är en fjärilsart som beskrevs av John Bernhardt Smith 1908. Acronicta othello ingår i släktet Acronicta och familjen nattflyn. Inga underarter finns listade i Catalogue of Life.